# Sipos András (filmrendező)

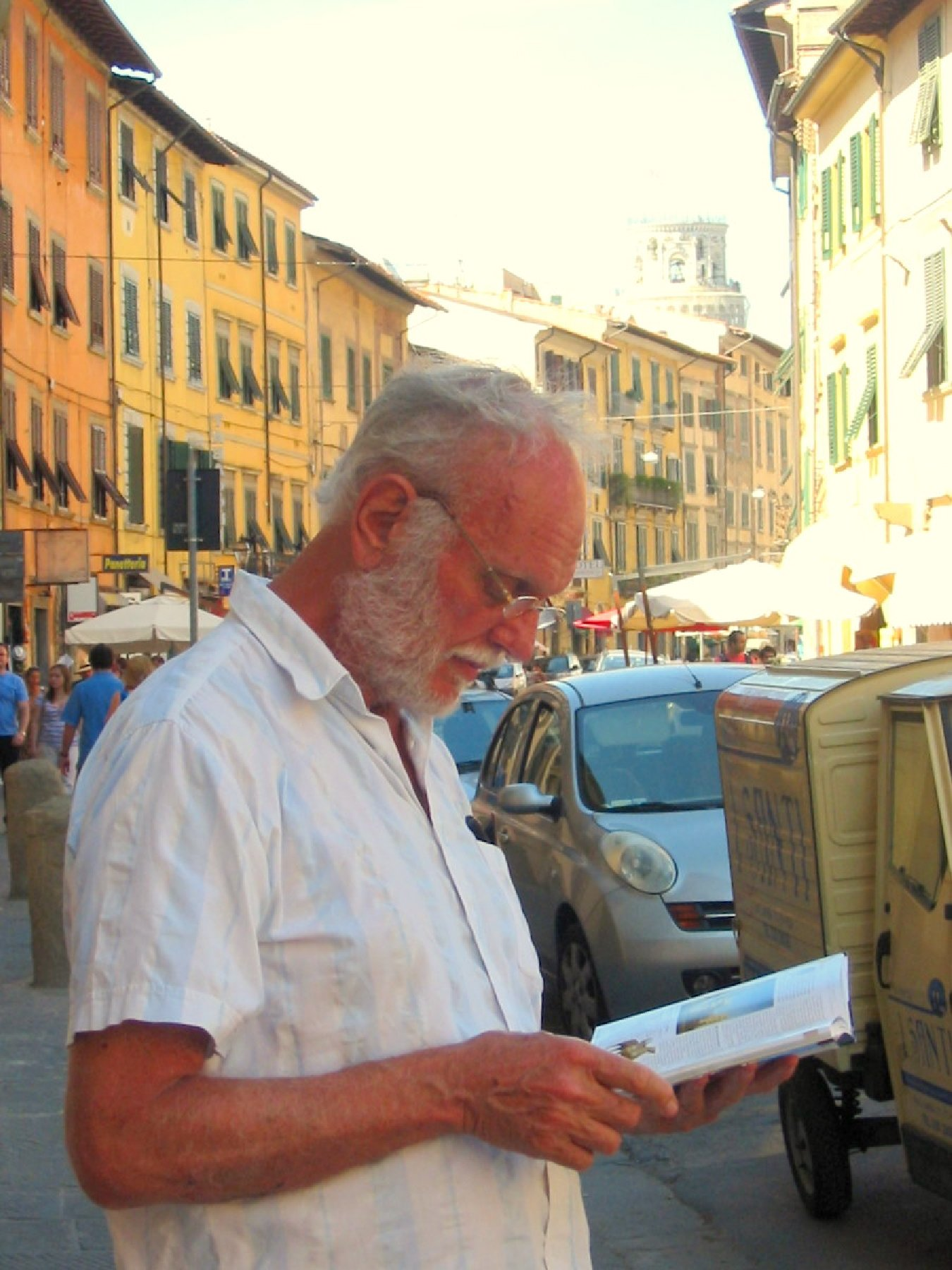
Sipos András

Sipos András (Budapest, 1936. december 11. – Budapest, 2015. április 13.) Balázs Béla-díjas magyar filmrendező, forgatókönyvíró. Elsősorban dokumentumfilmjeiről ismert, de a mozgókép szinte minden területén alkotott.

## Életpályája
1958-tól a Színház- és Filmművészeti Főiskola hallgatója volt. 1963-tól a Magyar Televízióban előbb asszisztensként (Ádám Ottó mellett), majd rendezőként dolgozott. 1966-ban „átszervezés” címen elbocsátották, ezután alkalmi munkákat vállalt, míg 1975-ben a Mafilm-nél helyezkedett el asszisztensként. 12 évig Jancsó Miklós munkatársa volt. 1988-tól újra rendezőként dolgozott. A Duna Televízió megalakulása után ott helyezkedett el. Szerkesztő-rendezőként számos műsort, dokumentumfilmet jegyzett. 2001-től nyugdíjas rendezőként dolgozott.
Dokumentumfilmjei nagyjából három témakörből merítenek:
Az első a Viharsarok lakóinak élete, történelme, konfliktusai, ilyen pl. a Krétarajzok, mely egy hódmezővásárhelyi festőművész portréja; a Statárium, mely három, kulákok elleni terror-pert mutat be az ötvenes évekből; vagy a Hazátlanok, mely a tótkomlósi szlovákok áttelepítéséről szól.
A második témakör a zsidóság múltja és jelene. Olyan filmek tartoznak ebbe a körbe, mint a Viszontlátás, mely a náci Németországba kényszermunkára hurcolt asszonyok sorsát mutatja be; a Röppentyűben a vészkorszakot túlélt nagyszülők leszármazottain, unokáin keresztül beszél azokról a tudat mélyén rejtőző apró emlékekről, melyek még további nemzedékek sorsát határozzák meg. Az Igazakban mentők és megmentettek találkozását, a mentés történetét mutatja be. Az Alija az egykori szovjet zsidók kivándorlását és letelepedését mutatja be.
A harmadik témakörbe a különböző portrék tartoznak.

## Munkái
- Magasság (1961 - Színház- és Filmművészeti Főiskola) – dokumentumfilm
- Amerikából jöttem (1965 - MTV) – tévéjáték Maurice Druon egyfelvonásosából Váradi Hédi, Tordy Géza és Somogyvári Rudolf közreműködésével
- Krétarajzok (1968 - Balázs Béla Stúdió) – portréfilm Szalay Ferenc festőművészről
- Súgó kellene (1970 - MTV) – tévéfilm Pap Károly novellái alapján, író Gáli József
- A Magyar Művészet Története I-X. (1970/71 - MTV) – ismeretterjesztő sorozat
- A falu orvosa (1971 - MTV) – dokumentumfilm
- Statárium (1986/89) – dokumentumfilm Závada Pállal
- Viszontlátás (1990 - MTV) – a bocsánatkérés helye: egykori kényszermunkások találkozása a mai német város – Stadtallendorf, Hessen – lakóival
- KÚT (1990 - Hunnia) dr. Virág Terézzel, aki így emlékezik a munkára: „Váratlanul szegődött hozzám Sipos András filmrendező. Segítségével – filmjeink segítségével – ma már mindannyian emlékezni fogunk a soha nem látott 20 éves Sakk Bélára, akivel megásatták 20 centiméter mély sírhelyét. Magunk előtt látjuk, ahogy előbb két fáradt térdére ereszkedik, majd arccal beledől a földbe, szelíden felkínálva tarkóját a puska csövének. Emlékezni fogunk rá, mert barátja, Szilárd Gyula emlékeztet elveszett, meggyilkolt barátjára. Emlékezni fogunk Gyula félelmére: tavasszal egy osztrák paraszt kiszántja majd barátja tetemét a földből…”
- Lőrinc (1990 - Hunnia-MTV) – dokumentumfilm dr. Virág Terézzel
- Röppentyű (1991- MTV) – egy zsidó család keresztmetszete dr. Virág Terézzel
- Arcok (OSZK Videotár - MTV) - hat történet a vészkorszak idejéből dr. Virág Terézzel
- Az én kis nővérem (1996 - Hunnia) – játékfilm saját forgatókönyvéből

### Szép Magyar Novella
20 részes sorozat a rövid próza remekeiből. A félórás műsorok a Duna televízió számára készültek Tarján Tamás irodalomtörténész közreműködésével. Az írásokat kiváló színészek tolmácsolták.
- Móricz Zsigmond: Tragédia – Bessenyei Ferenc
- Kaffka Margit: Példa egy igaz emberről – Ráckevei Anna
- Karinthy Frigyes: Találkozás egy fiatalemberrel – Kézdy György
- Mándy Iván: Saki – Garas Dezső
- Gelléri Andor Endre: Halászlé – Takács Kati
- Spiró György: Nagymikulás – Sinkó László
- Simonffy András: Várunk rám – Kulka János
- Örkény István: Tengertánc – Benedek Miklós
- Bodor Ádám: Én, a részvétlátogató – Varga Zoltán
- Krúdy Gyula: Cigányálom – Mácsai Pál
- Kosztolányi Dezső: Lidike – Bálint András
- Csáth Géza: A varázsló kertje – Gálffi László
- Tamási Áron: Szép Domokos Anna – Csomós Mari
- Szabó Pál: Szegi Anna csókja – Nagy Kálózy Eszter
- Sarkadi Imre: Kőműves Kelemen – Hegedűs D. Géza
- Gion Nándor: A hatodik ujj – Újlaky Dénes
- Babits Mihály: Dezentor – Avar István
- Ambrus Zoltán: A biciklikirály – Agárdi Gábor
- Hunyady Sándor: Olasz vendéglő – Vallai Péter
- Vészi Endre: Távolsági történet – Koncz Gábor

### További munkái
- Hazátlanok, sorakozó (1992-98 - Hunnia) – dokumentumfilm Závada Pállal
- Lugosi, a vámpír (2000 - Duna tv) – olvasópróbától a bemutatóig; Müller Péter A vámpír árnyéka c. darabja a Madách Színházban Szabó Istvánnal és Darvas Ivánnal
- Apaképek (2000 - Hunnia) – dokumentumfilm Kolczonay Katalinnal és Schiffer Pállal. Nyolc hatvanas éveiben járó művész emlékezik édesapjára.
- Új Pusztaszer (Duna tv) - a Pusztaszeri Emlékpark bemutatása, a Feszty-körkép felállításának története és a teljes kép valamint a táj mai képe
- Az Emlékezés Kertje (2004) – dokumentumfilm a jeruzsálemi Új Múzeumról, narrátor: Donáth László, közreműködik Kulka János
- Kolozsvári mozaik (CinemaFilm) Bächer Ivánnal. A kolozsvári zsidók sorsa az 1940-es "visszatérés" után.
- Komorok (Duna tv) Bächer Ivánnal. Marosvásárhely éke a száz esztendős Kultúrpalota és a Városháza. Építőinek sorsa a "visszatérés" után.
- Séták Bächer Ivánnal Újlipóciában (Duna tv) - a Palatinus házak története és lakói.
- Csapda (2008-2010 - Dunatáj) – dokumentumfilm - egy szélhámos vallomásai börtönben és azután.
- EGY ÉV -párhuzamos emlékezések (2012-14)

### Portréfilmek
- Patak vár – Koncsol László portré
- Finta – Finta József építőművész
- Eszter és gyermekei – egy nyári nap Nagy Kálózy Eszterrel
- A Csontkezű (Duna tv - Kolczonay Katalinnal) - Hanva harangozójának magánéleti vallomása
- Máthé Erzsi a Nemzeti nagyasszonya - Tálentum (Duna TV)
- Vigasztalás Lakner Lászlóval
- Kész van, ami készül – Tárlatvezetés Fehér László festőművésszel
- Börtönévek – Pfitzner Rudolf pszichoanalitikus rabságának története
- Megúsztuk! – Dupont (Dormándi) Judit pszichológus emlékezése; élet a megszállt Párizsban
- Motívumkeresés Jancsó Miklóssal – Kornyi tó, Budai Vár, Hősök tere (további szereplők: Banovich Tamás, Grunwalsky Ferenc és Mucsi Zoltán)
- Szabó István Ars poeticája
- Banovich nyolc van! – a díszlettervező
- Hernádi Gyula 77 arca
- Kende János operatőr (2011)

### Írások
- Scharf Móric – drámai találkozás egy képben (Múlt és Jövő, 1990/1.)
- Statárium – a film története Závada Pállal (Kossuth Kiadó, 1989)
- Sipos András–Závada Pál: Statárium. Dokumentumszociográfia a "gyújtogató kulákok" pereiről; (MTA Szociológiai Kutató Intézete–Vita, Bp., 1989)
- Édösöm – drámai levélköltemény József Attila és Vágó Márta levelezéséből, Faragó Béla dalaival (Bemutatta a Petőfi Irodalmi Múzeum 2005. április 11-én)

## Kritikákból
Annak a történelmi pillanatnak a valóságát, melyben elindul egy irreverzibilis történelmi folyamat, először Sipos András és Závada Pál filmje tárja fel. A film a statárium-mal megfejelt koncepciós perek pokoli mechanizmusának precíz bemutatásán túl a megsemmisítési akció csapda jellegét is képes érzékeltetni. Ugyanis nem csupán arról van szó, hogy a magántulajdon, mint érték megszűnik, hanem a magántulajdonra épült értékek elpusztításával erodálódni kezd minden érték, az életé, a jogé, a személyiségé ugyanúgy, mint a közös tulajdoné.
Egy hatéves forma kisfiú fog mesélni mindenféléről. Főleg a félelmeiről mesél majd, az ijesztő álmairól meg az impaláról, mely egy faliszőnyegbe szőtt szarvas állatból növekszik képzeletében szinte földöntúli, sötét fenyegetéssé. Kicsit bánatosan arról is mesél majd, hogy az óvodában nem szeretik a gyerekek, és nem érti, miért. Lőrinc bámulatosan gazdag szókinccsel, választékosan beszél, olyan stílusérzékkel, hogy még a mindig nyugodt, okosan érdeklődő pszichológus, Virág Teréz is időnként alig bírja visszanyelni meghökkenése hangjait. Lőrinc szülei műveltek, és Lőrinc minden választékos szónak ismeri a jelentését.
A rendező régóta, a hatvanas évek legeleje óta készít dokumentumfilmeket, legújabb munkáit pedig éppen az úgynevezett zsidó kérdésnek szenteli. A Bumi családregény, népes zsidó–magyar família mondja el benne a kárpátaljai Nagyszőlős, a halott címszereplő és a maga történetét. Az Alija első része a lembergi (Lvov) zsidók 1991-es exodusáról szólt. A filmszemlén látott folytatásban Sipos két év után újra felkereste szereplőit – immár az „őshazában”, új otthonaikban.
Az igazak életet mentettek. Nem számít, hogy ezeregyet vagy kettőt, az élet egy és oszthatatlan, tudjuk, aki egy embert megment, az egész világot menti meg. Sokan voltak igazak, többen, mint ahányat név szerint ismerünk. Talán mindenkinek van egy pestújhelyi Taller Máriája, akiről még csak nem is hallottak a Yad va-Shemben. Sipos Andrásnak nem volt könnyű dolga összehozni az egyre fogyatkozó számú s a világban szerteszóródott megmentőket és megmentetteket. (Homonnay főpolgármesterné és Victor János protestáns lelkész helyett már csak gyerekeik állhattak a kamera elé. A lajosmizsei parasztasszony, a 85 éves Gál néni már nem jut el Jeruzsálembe.)
Az Igazak hagyományos dokumentumfilm, a legegyszerűbb eszközökkel él, nincs benne sem pátosz, sem tanítói célzat, így is hatásos és izgalmas. Spielberg filmjét emlegetve szinte mindenki szóba hozza Oscar Schindler „titkát”: miért tette, miért éppen ő tette? Az Igazak hagyományos dokumentumfilm, a legegyszerűbb eszközökkel él, nincs benne sem pátosz, sem tanítói célzat, így is hatásos és izgalmas. 
Mert talán nincsen is magyarázat. Schindlernek ugyanúgy nincsen titka, mint a magyar igazaknak (a kis termetű Almásy főhadnagynak, Thassy doktornak, Orosz Annának, Dessewffy Gyula földbirtokosnak vagy Futó Dezső újságírónak és Vaskó Máriának). Egyáltalán nem látszanak mindenre elszánt, hivatásos jótevőknek; rendkívüli hősöknek. Egyikük sem készült megmentő szerepre. Csak így alakult. Minden esetben – Ember Judit És ne vigy minket kísértésbe című filmjében éppúgy, mint a hallott, olvasott történetekben – kiderül, hogy ebben az országban se városon, se falun, igazából nem is lehetett embereket rejtegetni. Mindig tudtak róla. A túlélők úgy menekültek meg, hogy még az ellenséges környezet sem jutott el a feljelentésig. A többség ugyanolyan passzivitással hunyt szemet a bújtatásokra, mint az elhurcolásokra. Létezik hát a rosszra való restség is, a feljelentőknek, bűnrészeseknek pedig szintén meglehetett a maguk titka. (És vajon miért tekintjük az emberben lakó rosszat természetesnek, a jót meg kivételesnek? (Bori Erzsébet, Filmvilág 1994.)
Szépen szól a harang Hanván, Gömörben. Boldogtalan az erős markú harangozó. Tizennégy évesen kezdte a bérességet. Csontkezű-nek hívják: az ő kezét soha ember meg nem bírta szorítani. De Hanva, ha híres, nem róla az. Itt volt lelkész a költő Tompa Mihály. Mondását vésette megelőlegezett sírkövére László Pista bácsi: Élni szép, meghalni jó. A folytatás így volna: nem születni legjobb.(Csala Károly, Népszabadság)
Bármely oknyomozás vagy tényfeltáró riport féloldalas maradna, ha csak az egyik fél beszél. Ez a dokumentum-etűd mégis épp e hiány révén képes tárgyáról - az áldott-átkozott paraszti tradíció talaján meggyökeresedő lelki nyomorúságról - a maga filmnyelvén megrendítően szólni. (Závada Pál)
A Duna Televízió 1994-ben indította el Szép magyar novella című sorozatát. A százrészesre tervezett sorozat darabjaiban neves színészek olvassák föl a magyar kispróza-irodalom elmúlt száz évének híres vagy kevésbé ismert, de mindenképpen kimagasló színvonalú darabjait. A felolvasást követően kortárs szerző esetében maga az alkotó vagy irodalomtörténészek kommentálják az elhangzott művet.A sorozatban szereplő műveket Tarján Tamás irodalomtörténész, valamint Sipos András szerkesztő-rendező válogatta. (Haklik Norbert Magyar Nemzet)
A készülő portréfilmből vett részleten a rendező egy gyertyát tart a művész elé, aki a pislákoló fényben egy általa szabadon fordított vers sorait olvassa fel hamiskásan egy könyvből. Egy helyettesítő és interpretáló videóművet láthatunk: a könyvre ráközelítő kamera felnagyítja Lakner Önarckép önkioldóval című művének reprodukcióját. A vers utolsó sorát – „rosszabb halottnak lenni, mint elfelejtve lenni” – követően Lakner megjegyzi, hogy ezzel a művével, amely a firenzei Uffizi Galéria önarckép-gyűjteményében található, maga is belépett a halhatatlanok körébe. „Persze, csak viccelek” – mondja még. Talán nem érdektelen megjegyezni, hogy Lakner e hiperrealista önakt-festménye 1970-ben, Magyarországon készült.(Dékei Krisztina Túllépni az időn – Lakner László Metamorfózisai Balkon)
Szabó emlékei eszembe juttatták a magam döbbenetét, amikor először gondoltam arra harmincévesen, hogy túléltem apámat. Szabó még azt is elárulta, hogy emlékezés közben az édesapja arca helyett az Apa című filmjének főszereplője, Gábor Miklós arca villan elő... Egyáltalán nem jól fésült, arányosra rendezett és még csak tanulságosra csiszolt sem ez a dokumentumfilm. De megszólította a nézőt a nagyon személyes, nagyon őszinte vallomásokkal, amelyek mertek egy örökké fájó hiányt kimondani.
Más lett ebből az Apaképek-ből, mint aminek indult. Egy olykor félelmetes pszichológiai jegyzetsor kerekedett belőle. Ábrázolódik ugyanis a filmben az a tartózkodásként megnyilvánuló mély gátlás, amelyet több évszázados erkölcsi félrenevelés bilincselt a magyar társadalom legtöbb tagjára. Családról jót vagy semmit.
A film nyolc neves értelmiségiről készített apaportrét. Emberekről, akiknek apja - a kornál fogva, amelyben éltek, s haltak - háborúban, lágerben veszett oda, vagy az elnyomás évtizedei alatt vesztette el arcát. A néző, ha egyszer szakadozott ritmusának hatása alá kerül, világosan megérzi, akarva-akaratlanul is olyan játékba vonták bele, amelyik a bőrére megy. Miként az emberek ott a vásznon, maga is teljesen lemeztelenedik.
Amiként az áldozatnak, a túlélőnek is megvan a maga igazsága. A túlélő gyereké makulátlanul fényes, nem korrumpálja homályos bűntudat, az az érzés, hogy mások pusztultak el helyettem, hogy méltatlan vagyok az isteni kegyelemre. Az én kis nővérem főszereplője egy nyolcéves kisfiú, elbeszélője pedig ugyanez a kisfiú – ötven évvel később. Elhiszem, hogy a német katonák derék emberek, az oroszok lovagiasak, a magyarok kézről kézre adva, egymást túllicitálva mentik a zsidókat, az úri osztály karakán, nagyvonalú és gyűlöli a nácikat. Ez annak a nyolcéves gyereknek az igazsága, aki azért maradt életben, mert éppen ezekkel az emberekkel találkozott. És egy kisfiú igazsága is ér annyit, mint a történelem igazsága.
A Női sorsok című dokumentumfilmünkből - a szereplők elvált asszonyok - kiderül, hogy akadnak sikertörténetek is. Szabó Zsuzsa vagány, talpraesett nő, nem fél az újtól, továbbképezte magát, éppen a forgatás idején léptették elő felelős beosztásba a Videoton egyik utódvállalatánál. A lánya, aki nem sokkal a Videoton privatizációja után adminisztrátorként kezdett dolgozni szintén az egyik multinál, otthagyta a céget, tánccsoportot hozott létre, és még egy kisállatkereskedést is nyitott. Mindketten boldog emberek.
A Balázs Béla-díjas Sipos andrás filmrendező Egy év - párhuzamos történetek  című munkája hagyományos riportfilm arról, hogyan élte meg anno tizenkét gyermek a német megszállást. Az éveken keresztül készült fekete-fehér dokumentumfilm páratlan képet rajzol a második  világháborúról, különösen az 1944-es német megszállásról, miután a mai nagypapakorú interjúalanyok tíz év körüli gyermekek voltak az események idején. A kisfiúként átélt tapasztalatok felidésésében leginkább Ungváry Rudolf közíró bölcs elbeszélése ragadja magával a nézőt.
Egy év – párhuzamos emlékezések címmel mutatja be új dokumentumfilmjét Sipos András március 18-án 19 órakor az Uránia Fábri termében. Két éven át készültek az interjúk egykori osztálytársaival, köztük Ungváry Rudolffal és a már eltávozott Kézdy Györggyel. Sipost az érdekelte, az akkor 8 év körüli fiúk emlékezetében hogyan őrződött meg az 1944. március 19-ével, azaz Magyarország német megszállásának napjával induló egy év története. A történelem a gyerekkor alulnézetéből különösen változatos
képet rajzol fel a filmben. Volt, akinek álnéven, idegeneknél bujkálást jelentett, volt, akinek vidéki nagyszülőknél töltött hosszú nyaralást, olyan is, akinek csillagos házat, s akinek gettót jelentett. Olyan osztálytárs is megszólal, aki a bombázásban elvesztette a kezét, s olyan is, aki kivégzés szemtanúja volt. Sipos filmje nem csak arról a történelemről szól, amely nem gyereknek való történelem, hanem az emlékezés különös természetéről is. A német megszállás hetvenedik évfordulója előestéjén 12 volt osztálytárs, egykori gyerekszemtanú emlékezik meg a tragikus fordulatról.
A rendező osztálytársainak 1944/45-ös élményeit örökítette meg. Sipos 1955-ös középiskolai barátainak, társainak emlékeiről forgathatott, vagyis egy olyan korszakról, amikor még nem együtt jártak a budapesti Kölcsey Gimnáziumba. Az osztály egy része ugyanis 1944-ben vidéken volt, csak később kerültek a diákok a fővárosba. A másik részük Pesten volt, és nem volt kitéve zsidóüldözésnek, de a háború borzalmait nem kerülhette el. A megszólalók harmadik csoportja viszont a vészkorszak túlélője volt.